# 끝에서 두번째 사랑 (일본의 드라마)
《끝에서 두번째 사랑》(最後から二番目の恋 사이고카라 니밤메노 코이[*]) 또는 《최후로부터 두번째 사랑》은 2012년 1월 12일부터 3월 22일까지 매주 목요일 22:00 - 22:54에 후지 TV에서 방송된 드라마이다. 주연은 코이즈미 쿄코와 나카이 키이치이다.
2014년 4월 17일부터 6월 26일까지 방송된 《속·끝에서 두번째 사랑》에 대해서도 기재한다.

## 등장 인물
- 요시노 치아키 (45→48) - 코이즈미 쿄코
- 나가쿠라 와헤이 (50→52) - 나카이 키이치

### 나가쿠라 가(家)
- 미즈타니 노리코 (45→47) - 이이지마 나오코
- 나가쿠라 마리코 (35→37) - 우치다 유키 (어린 시절 - 쿠게 코코로)
- 나가쿠라 신페이 (35→37) - 사카구치 겐지 (어린 시절 - 우치다 리쿠토)
- 나가쿠라 에리나 (11→13) - 시라모토 아야나

### 미즈타니 가
- 미즈타니 히로유키 (53→55) - 아사노 카즈유키
- 미즈타니 노리코 (45→47)
- 미즈타니 쇼 - 다나카 오오가

### 오오하시 가
- 오오하시 토모미→나가쿠라 토모미 - 사토츠가와 아이미
- 오오하시 히데코 - 미호 준

### JMT 텔레비전
- 미츠이 - 쿠보타 마키
- 타케다 마코토 - 사카모토 마코토
- 이이다 유카리 - 히로야마 시하
- 쿠리야마 하루카 - 마스와카 츠바사
- 시노하라 쥰 - 스즈키 타카유키 (제2기)

### 가마쿠라 시정부
- 타도코로 츠토무 - 마츠오 사토루
- 오오하시 토모미
- 이치죠 - 마츠오 사토루
- 이사야마 요시코 - 시바타 리에 (제2기)

### 기타
- 아라키 케이코 - 모리구치 히로코
- 미즈노 사치코 - 와타나베 마키코
- 가도와키 - 타카하시 카츠아키
- 타카야마 료타 (36) - 카세 료 (제2기)
- 하라다 카오루코 - 하세가와 쿄코 (제2기)
- 하라다 소타나카 - 시마 카이토 (제2기)
- 루키아 - 코보리 가쿠 (제2기)

## 스탭
- 각본 - 오카다 요시카즈
- 음악 - 히라사와 아츠시
- 연출 - 미야모토 리에코 / 타니무라 마사키, 나미키 미치코 (제1기) / 카토 유스케, 미야와키 아키라 (제2기)
- 주제가
  - 하마사키 아유미 〈how beautiful you are〉 (avex trax) (제1기)
    - 작사: 하마사키 아유미 / 작곡: 팀 웨라드 / 편곡 : 나카노 유타

  - 하마사키 아유미 〈Hello new me〉 (avex trax) (제2기)
    - 작사: 하마사키 아유미 / 작곡: 타고 쿠니오 / 편곡: 나카노 유타
- 삽입곡 - 야엘 나임 〈Go To The River〉 〈Far Far〉
- 극중곡 - 코이즈미 쿄코&나카이 키이치 〈T 자로〉 (빅터 엔터테인먼트) (제2기)
- 프로듀서 - 와카마츠 히로키, 아사노 스미 (FCC)
- 제작 저작 - 후지 TV

## 방송 일정

### 끝에서 두번째 사랑 (2012년)
| 각 이야기                                                   | 방송일   | 부제 (서브 타이틀)                | 연출            | 시청률 |
| ----------------------------------------------------------- | -------- | --------------------------------- | --------------- | ------ |
| 제1화                                                       | 1월 12일 | 외롭지 않아 어른 따윈 없다        | 미야모토 리에코 | 12.1%  |
| 제2화                                                       | 1월 19일 | 혼자라고 안타까운 정도 자유       | 미야모토 리에코 | 12.8%  |
| 제3화                                                       | 1월 26일 | 어른의 청춘을 웃지 마!            | 미야모토 리에코 | 11.8%  |
| 제4화                                                       | 2월 2일  | 여자가 늙어라는 안타까운군요      | 타니무라 마사키 | 11.4%  |
| 제5화                                                       | 2월 9일  | 인생 마지막 사랑은 무엇일까       | 가로수 미치코   | 12.6%  |
| 제6화                                                       | 2월 16일 | 지금까지의 어떤 사랑도 닮지 않은  | 미야모토 리에코 | 11.7%  |
| 제7화                                                       | 2월 23일 | 사랑은 어떻게하면 좋은거야?       | 타니무라 마사키 | 13.1%  |
| 제8화                                                       | 3월 1일  | 어른의 키스는 애절하고 웃을       | 미야모토 리에코 | 11.5%  |
| 제9화                                                       | 3월 8일  | 키스는 입을 정도로 물건을 말한다! | 타니무라 마사키 | 12.3%  |
| 제10화                                                      | 3월 15일 | 어른의 미래도, 빛나고             | 미야모토 리에코 | 13.0%  |
| 최종화                                                      | 3월 22일 | 아직 사랑은 끝나지 않는다~최종회  | 미야모토 리에코 | 13.7%  |
| 평균 시청률 12.4% (시청률은 간토 지구·비디오 리서치사 조사) |          |                                   |                 |        |

### 2012년 가을
| 방송일   | 부제 (서브 타이틀)                                                                               | 연출            | 시청률 |
| -------- | ------------------------------------------------------------------------------------------------ | --------------- | ------ |
| 11월 2일 | 그 "어른이란 외로움 너무 웃어 버리는"두 사람이 오늘 부활! 어쨌든 웃고 어쨌든 눈물 로맨틱 코미디! | 미야모토 리에코 | 10.6%  |

### 속·끝에서 두번째 사랑 (2014년)
| 각 이야기                                                   | 방송일   | 부제 (서브 타이틀)             | 연출            | 시청률 |
| ----------------------------------------------------------- | -------- | ------------------------------ | --------------- | ------ |
| 제1화                                                       | 4월 17일 | 어른의 청춘은, 제어하기 어려운 | 미야모토 리에코 | 14.0%  |
| 제2화                                                       | 4월 24일 | 연애 서툰 어른들               | 미야모토 리에코 | 13.7%  |
| 제3화                                                       | 5월 1일  | 과거의 사랑은 웃고 장례 행렬   | 카토 유스케     | 12.2%  |
| 제4화                                                       | 5월 8일  | 내 인생, 계산 외               | 카토 유스케     | 12.2%  |
| 제5화                                                       | 5월 15일 | 완전히 어른이란 생물은...      | 미야모토 리에코 | 12.8%  |
| 제6화                                                       | 5월 22일 | 그래도 인생은 멋지다           | 미야와키 아키라 | 11.2%  |
| 제7화                                                       | 5월 29일 | 나이를 거듭하고 순수된다       | 미야모토 리에코 | 12.1%  |
| 제8화                                                       | 6월 5일  | 어른은 모두 문제아.            | 미야와키 아키라 | 13.3%  |
| 제9화                                                       | 6월 12일 | 사랑에 우는 어른도 나쁘지 않다 | 미야모토 리에코 | 12.4%  |
| 제10화                                                      | 6월 19일 | 사랑을 들여다 보면 잘됩니다    | 미야와키 아키라 | 13.4%  |
| 최종화                                                      | 6월 26일 | 인생은 아직 펑키이다!!         | 미야모토 리에코 | 13.8%  |
| 평균 시청률 12.9% (시청률은 간토 지구·비디오 리서치사 조사) |          |                                |                 |        |